# Плотник (фильм)
«Плотник» — художественный фильм режиссёра Авдотьи Смирновой. Съёмки стартовали в середине 2021 года, премьера состоялась 9 августа 2022 года на кинофестивале «Окно в Европу». В рамках смотра картина получила «Приз зрительских симпатий». В широкий прокат картина вышла 27 октября.

## Сюжет
Фильм освещает социальные проблемы жизни людей с инвалидностью на примере семьи Осиповых из Ульяновска, которая внезапно узнает о неизлечимой болезни сына. Прежде счастливая семья ради спасения ребёнка готова на всё. Лечение в Москве, Германии — ради ребёнка супруги даже теряют дом. В какой-то момент мать теряет самообладание и веру, сходит с ума, но только не отец, простой провинциальный плотник.
Есть миллион фильмов про матерей, которые сталкиваются с тяжёлой болезнью ребенка, но никто почти не вспоминает про отцов… При том, что история эмоционально очень тяжёлая, мы постарались сделать её и светлой, и смешной, и вселяющей надежду».сценарист Марина Степнова

## В ролях
- Сергей Уманов — Осипов
- Анна Рыцарева — Маша Осипова
- Виталий Олечкин — «Заяц», сын Осиповых
- Маргарита Бычкова — мать Осипова
- Светлана Казарцева — мать Маши
- Олег Рязанцев ― Михалыч, сосед Осиповых
- Алексей Филимонов ― Иван Кириллович Шубин, врач-ревматолог
- Геннадий Смирнов — Аркадий Владимирович Хрипунов, врач-онколог

## Производство
О планах Авдотьи Смирновой снять фильм стало известно в марте 2021 года. Тогда же было объявлено, что сценарий напишут сама Автодья Смирнова и писательница Марина Степнова, лауреат литературной премии «Большая книга» и автор романа «Женщины Лазаря». Идея фильма пришла Смирновой за пять лет до создания сценария, который, по словам Степновой, был написан за четыре месяца.
Продюсерами картины выступили Илья Стюарт, Мурад Османн и Павел Буря. Фильм снимала кинокомпания Hype Film. Главные роли исполнили Анна Рыцарева и Сергей Уманов. Последний по первому образованию — столяр-краснодеревщик.
Съёмки фильма проходили в Москве и Ульяновске.
В октябре 2021 года Минкульт поддержал выделение фильму средств «для завершения производства».

## Премьера
Премьера состоялась 9 августа 2022 года на кинофестивале «Окно в Европу» в Выборге. Фильм представляли 12 членов съёмочной группы, без Авдотьи Смирновой, которая не смогла присутствовать из-за внезапной болезни её мужа Анатолия Чубайса. Фильм получил второе место «Выборгского счёта» — номинации, в которой лучший фильм выбирают зрители фестиваля, впервые увидевшие премьеры на большом экране.

### Релиз
Дата российского релиза — 27 октября. Прокатчиком выступает компания «Экспонента Фильм».